# St. Gertraud, Frantschach-St. Gertraud
St. Gertraud je naselje v Občini Frantschach-St. Gertraud v Okraju Volšperk na Koroškem v Avstriji.